# بني وهان (أفلح الشام)

تعديل مصدري - تعديل

بني وهان هي إحدى قرى عزلة بني حفيظ والمكارمة بمديرية أفلح الشام التابعة لمحافظة حجة، بلغ تعداد سكانها 378 نسمة حسب تعداد اليمن لعام 2004.